# 奧就
奧就（Sargeant Uajor），西班牙人，1634年，他接任格司曼擔任西班牙淡水長官，控制了北台灣淡水地區行政與軍事。他駐紮地方是台灣淡水的「聖多明哥城」即是今紅毛城原址。他在任期間，為了防止南台灣的荷蘭進攻，並在今淡水興建修築工事，除此他也建造了許多與中國福州互相貿易來往的倉庫。 （页面存档备份，存于）